# Neotoma palatina
Neotoma palatina är en däggdjursart som beskrevs av Edward Alphonso Goldman 1905. Neotoma palatina ingår i släktet egentliga skogsråttor, och familjen hamsterartade gnagare. IUCN kategoriserar arten globalt som sårbar. Inga underarter finns listade i Catalogue of Life.
Arten blir 15 till 23 cm lång (huvud och bål), har en 7,5 till 24 cm lång svans och väger 200 till 450 g. Den korta och lite styva pälsen har på ovansidan en kanelbrun grundfärg. På ryggens topp är flera svarta hår inblandade som gör pälsen mörkare och vid kinderna är pälsen ljusare brun. Undersidans päls är nästan vit med lite brun skugga och fötterna är helt vita. Svansen är uppdelad i en svartaktig ovansida och en vit undersida. Artens holotyp hade 3,7 cm långa bakfötter. Arten skiljer sig i avvikande detaljer av kraniet (främst gomben och kilben) från andra släktmedlemmar.
Denna gnagare förekommer i dalgångar i delstaten Jalisco i västra Mexiko. Landskapet kännetecknas av tropiska lövfällande skogar.